# Animation Magazine
Animation Magazine — американский журнал, посвящённый индустрии анимации. Печатная версия издаётся в США 10 раз в год.

## История
Терри Торен основал журнал в августе 1987 года, вдохновляясь успехом газеты Animation News. Печатное издание выходит 10 раз в год в США. Журнал рассматривает все формы отрасли: 2D-анимацию, 3D-анимацию, визуальные эффекты, а также покадровую анимацию. Сайт www.animationmagazine.net был открыт в 2006 году. Новости из индустрии анимации обновляются на нём каждый будний день.